# Reform Act

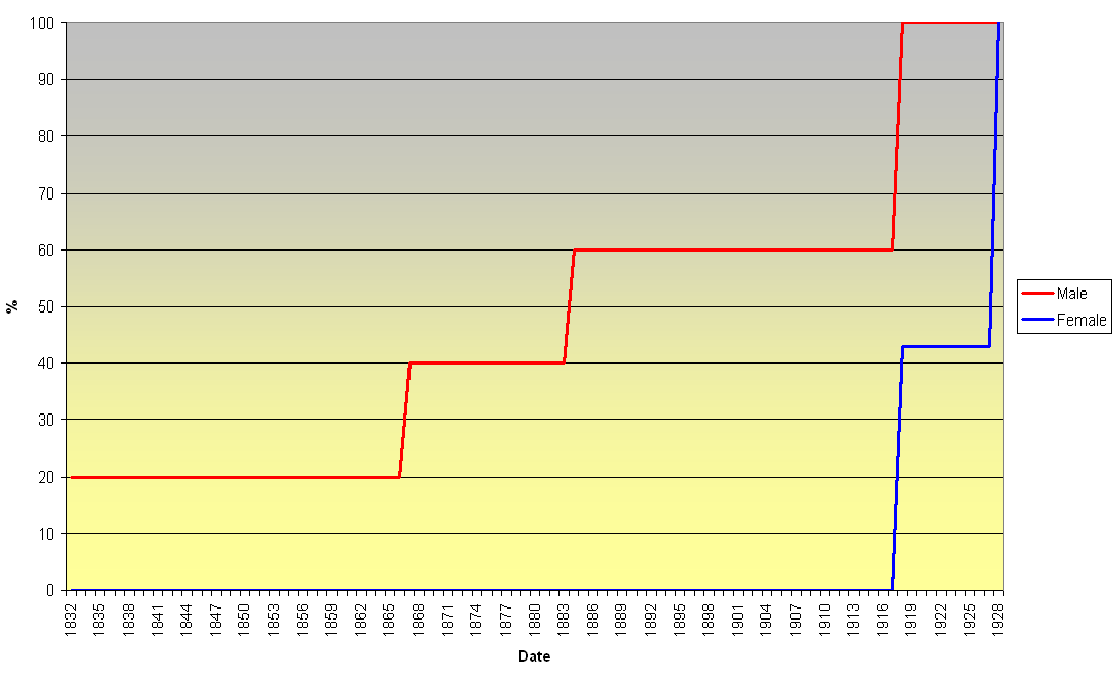
Porcentaje de hombres y mujeres adultos que poseen el derecho al voto tras las sucesivas Reform Acts.

Reform Act ("acta de reforma" en traducción literal castellana, utilizándose ambas expresiones en la bibliografía) o Reform Bill son términos genéricos usados en la denominación de la legislación del Reino Unido para las sucesivas reformas del sistema electoral. Las sucesivas Reform Acts fueron ampliando la base del sufragio hasta la consecución del sufragio universal, al tiempo que diseñaban una distribución geográfica más racional de los escaños de la Cámara de los Comunes y eliminaron los rotten boroughs ("burgos podridos", ciudades despobladas que continuaban teniendo su representación de origen medieval). El retoque periódico de las circunscripciones electorales es objeto actualmente de unas comisiones permanentes denominadas Boundary Commission ("comisión de frontera").
Existe una corriente de opinión, representada políticamente por el Partido Liberal Demócrata (Liberal Democrats), que impulsa una "Great Reform Act" nueva, con criterios de representación proporcional (el sistema británico es mayoritario) o disminuya a 16 años la edad de voto.

## Sucesivas "Reform Acts"
- Reform Act 1832, la más importante históricamente, denominada First Reform Act o Great Reform Act. En respuesta al movimiento cartista, amplió la base del sufragio (sin hacerlo universal) y racionalizó la geografía electoral.
- Reform Act 1867, amplió nuevamente la base del sufragio (sin hacerlo universal) y ajustó la representación en un sentido más equitativo.
- Ballot Act 1872 o Reform Act of 1872, que introduce el secret ballot ("voto secreto").
- Corrupt and Illegal Practices Prevention Act 1883 ("acta de prevención de prácticas corruptas e ilegales") o Reform Act of 1883, que introdujo gastos máximos para las campañas electorales.
- Reform Act 1884, que equiparó el voto rural y el urbano. La propiedad de la vivienda pasa a ser el único requisito.
- Reform Act 1885, que desdobla la mayor parte de las circunscripciones multi-member (que elegían varios representantes en la Cámara de los Comunes) en varias circunscripciones single-member (con un único representante).
- Representation of the People Act 1918 ("acta de representación del pueblo") o Reform Act 1918, que abole el requisito de propiedad para el voto, consiguiendo el sufragio universal masculino, e introduce un sufragio femenino limitado.
- Reform Act 1928, que equipara el sufragio femenino con el masculino, consiguiendo el sufragio universal.